# Hiyaz
El Hiyaz (en árabe: الْحِجَاز‎, romanizado: Al-Ḩiŷaz, lit. 'Barrera', por las montañas de la región) es una región histórica del oeste de la península de Arabia, perteneciente a Arabia Saudita desde 1932. Su nombre puede encontrarse transcrito como Heyaz, Hejaz, Hijaz, Hedjaz, etc. Su ciudad principal es Yeda, pero sus poblaciones más conocidas son Medina y  La Meca.

## Historia
A lo largo de la mayor parte de su historia, el Hiyaz ha sido controlado por las potencias regionales de cada momento: Egipto primero y el Imperio otomano después, y tuvo como gobernante local al jerife de La Meca. 
Tuvo una independencia efímera tras la Primera Guerra Mundial, cuando el levantamiento conocido como Rebelión Árabe (en el que participó Lawrence de Arabia) expulsó al poder otomano. El país, que proclamó su independencia en 1916, quedó entonces bajo la égida de la dinastía hachemí, cuyo cabeza, Husayn ibn Alí, gobernaba La Meca con el título de jerife de La Meca.
En 1924 el Hiyaz fue ocupado por el clan de los Banu Saúd, regentes del vecino territorio de Néyed, en Arabia central. Los hachemíes fueron desalojados del poder y el Hiyaz anexionado al Néyed para formar el nuevo reino de Arabia Saudita en 1932.
Los hachemíes fueron colocados por el Reino Unido en los tronos de Irak y la recién creada Jordania.

## Economía y comercio

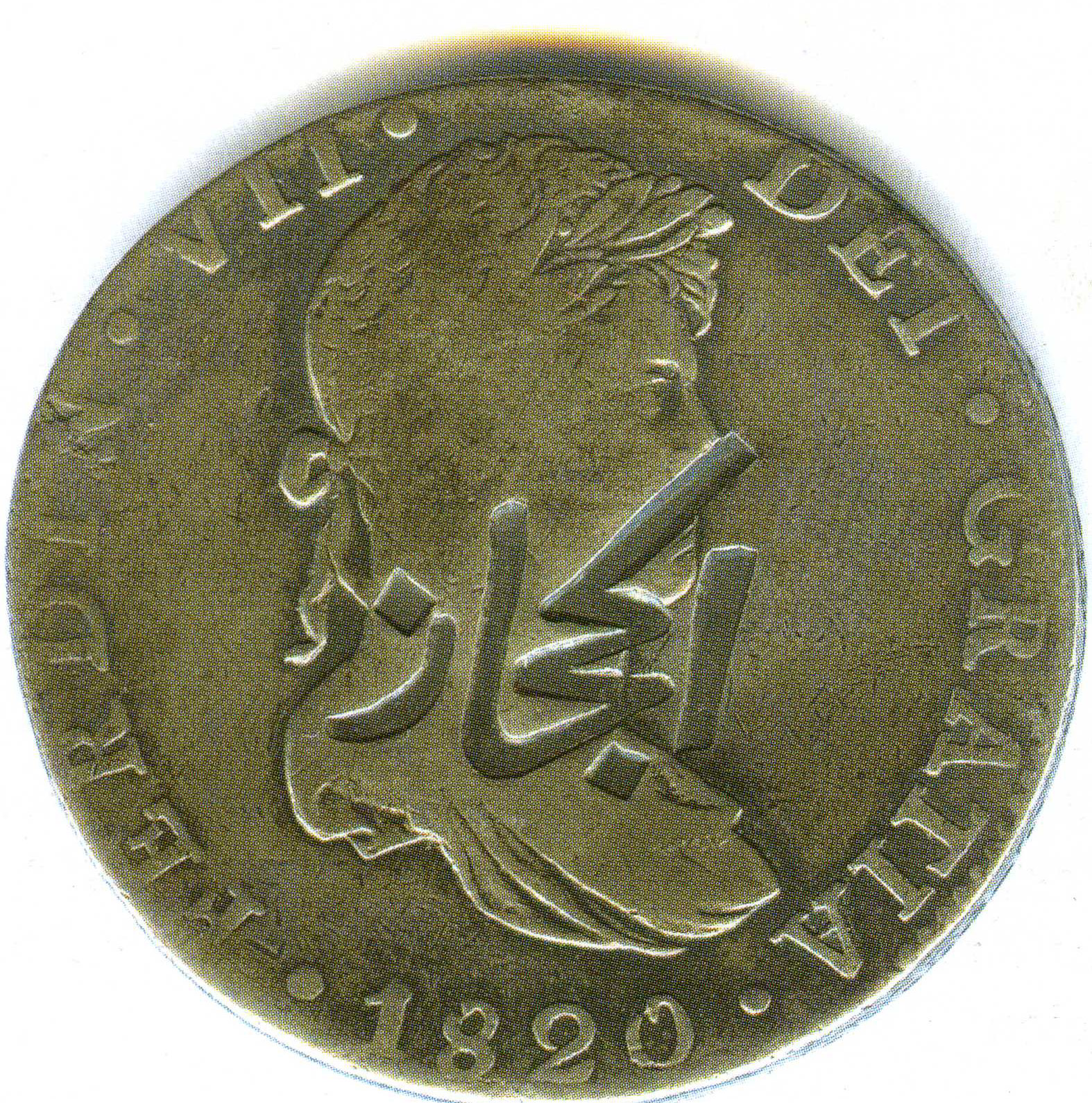
Moneda española de Fernando VII empleada en Hiyaz con leyenda en árabe.

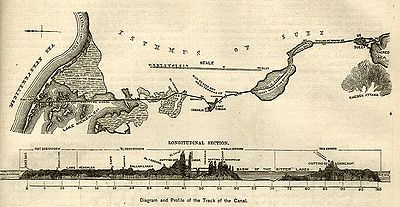
Plano de la construcción del canal de Suez.

La economía y el comercio de Hiyaz disfrutaron de un gran crecimiento como consecuencia de la construcción del Canal de Suez, que fue inaugurado el 17 de noviembre de 1869 por la emperatriz Eugenia de Montijo, esposa de Napoleón III.
Este incipiente desarrollo necesitó de la circulación de monedas extranjeras en todo el territorio, ya que su precaria economía independiente no poseía piezas suficientes en circulación. Para permitir la libre circulación de estas monedas, entre 1335 y 1338 de la hégira (1916-1919), se utilizó un resello que llevaba la leyenda “Hiyaz” en árabe en monedas turcas ya circulantes y egipcias.
También dicho resello aparece sobre piezas de 8 reales españoles, 5 francos de Napoleón y táleros de María Teresa I de Austria, dándoles un valor superior a la plata que contenían: 20 piastras = 8 reales españoles.
Recién en 1920 se acuñaron monedas propias del Heyaz con la fecha de 1334 AH y con el año 5 (1916 + 5 = 1920), o sea, los años transcurridos desde la independencia de los otomanos hasta la conquista por el Néyed en 1925. Estas primeras monedas fueron hechas de bronce con valores de 1/8, 1/4, 1/2 y 1 piastras. Posteriormente, en el año 8 de la independencia (1923) se volvieron a acuñar en bronce: 1/2 y 1 piastras, y además en plata: 5, 10 y 20 piastras, y en oro: 1 dinar. En 1924 (1334 AH, año 9) solo se acuñaron de 20 piastras de plata.